# Michael Powell
Michael Powell (Bekesbourne, 30 settembre 1905 – Avening, 19 febbraio 1990) è stato un regista e sceneggiatore inglese, noto soprattutto per i film realizzati insieme al collega Emeric Pressburger.

## Biografia
Considerato, insieme ad Alfred Hitchcock, uno dei maggiori esponenti del cinema britannico, Powell esordì nel 1931 come regista di film commerciali a basso costo.
Iniziò nel cinema muto, ma lavorò come regista solo dopo l'avvento del sonoro. Apprezzerà sempre molto gli artefici del muto, e formò così la sua idea di cinema in cui prevale la componente visiva, mentre non sopportava sceneggiature troppo lunghe e dialoghi pesanti. Sarà orgoglioso di aver affidato gli effetti speciali nei suoi film a un allievo di Mèliès “Poppa” Day.
All'inizio della sua carriera fece il soggettista e l'assistente. Si occupò della fotografia per Alfred Hitchcock nel 1928. Nel sonoro fu scenografo e assistente regista. Iniziò a collaborare con Jerome Jackson, un giovane produttore statunitense con cui girò film a basso costo, con budget calcolati a 1 sterlina al piede di pellicola (m 0,3), ma loro ne spendevano solo 0,75, per guadagnare di più. Ottennero anche l'approvazione della critica e fondarono una casa di produzione propria. Dopo questo periodo di formazione furono assunti alla Gaumont, dove Powell propose soggetti tratti dalla cronaca, girati anche in esterni (contrariamente all'uso prevalente in Gran Bretagna). Per Edge of the World fu notato da Alexander Korda, produttore ungherese attivo in Gran Bretagna, che gli affiancò lo sceneggiatore Emeric Pressburger, con cui lavorerà per 20 anni. Tra i loro primi film, La spia in nero (1939) e Il ladro di Bagdad (1941).

### The Archers
Nel 1943, insieme a Pressburger, fondò una propria casa di produzione, The Archers, il cui primo prodotto, girato nello stesso anno, fu Duello a Berlino. Il film fu criticato per l'amicizia tra un inglese e un tedesco, nonostante proponesse valori tradizionali molto britannici, come l'onore, l'amore, la dignità, l'appartenenza di casta. Deborah Kerr (la donna amata da Powell) impersona tre donne, le due amate dai protagonisti, e per ultima, la giovane autista, in cui esse rivivono. Originariamente in flashback, ma molto tagliato dalla produzione, il film ebbe numerosi problemi con la censura, attivata direttamente da  Churchill, perché mostrava un tedesco buono.
Fin da Duello a Berlino venne adottata per i titoli di testa la formula “Scritto, prodotto e diretto da Michael Powell ed Emeric Pressburger”, con cui si voleva esplicitamente affermare la centralità del lavoro dello sceneggiatore, annullando le barriere che segmentano il lavoro creativo. Ricorda Powell: “Decidemmo un ordine dei titoli di testa secondo quella che era per noi l'importanza: scrittore, produttore e poi regista. Non erano in molti a pensarla così. Personalmente, mi aveva sempre irritato la maniera in cui sono trattati nel cinema gli scrittori. Ma la nostra decisione nacque spontaneamente e quasi tacitamente”. La formula, assolutamente unica nella storia del cinema, durò tredici anni (fino al ritiro dal cinema, nel 1966, di Pressburger) e fu usata in quattordici film.
Solo per L'occhio che uccide, che nel 1960 sconvolse l'opinione pubblica e la critica inglesi, Powell collaborò con un altro notevole e originale sceneggiatore, Leo Marks. Powell e Pressburger si proponevano di realizzare un cinema “totale”, sintesi di tutte le arti e di tutte le tecniche, in armonica sintonia con l'universo psichico del pubblico. La visione, atto prevalente del fare cinema, doveva andare oltre le apparenze, aprire squarci nell'interiorità dei personaggi, in molte delle loro trame in bilico tra la vita e l'arte, pronti a sacrificare tutto a quest'ultima, come nella loro opera più famosa, il musical immaginifico Scarpette rosse (1948). Con l'avvento del colore Powell e Pressburger diedero il meglio del loro cinema: personaggi estremi, storie surreali e antinaturaliste, prevalere del visivo, sottrazione agli obblighi della verosimiglianza e accentuazione delle emozioni trasmesse allo spettatore. In tutti i loro film di questi anni il Technicolor è irrealistico e onirico, al di fuori e sopra gli schemi, con esiti insoliti nei paesi occidentali.
Scala al paradiso (1946) nacque su commissione del Ministero Inglese dell'informazione per migliorare i rapporti con gli USA. Narra la storia di un pilota inglese sopravvissuto a un lancio senza paracadute, resa insolita soprattutto dagli esiti cromatici: notevole la soggettiva dall'interno della pupilla del pilota sottoposto a intervento chirurgico, che si chiude per l'anestesia; i passaggi dalla terra al cielo hanno destato l'ammirazione da grandi registi della generazione successiva come Francis Ford Coppola, Martin Scorsese e Brian De Palma. Narciso nero (1947) è ambientato in un monastero sull'Himalaya, tra razionalità e sensualità, con Deborah Kerr, in una cornice esotica suggestiva ricostruita in studio; furono censurate le scene della suora che prima di prendere i voti voleva sposarsi.
Scarpette rosse (1948) è un musical che narra la storia di una ballerina che mette la danza al primo posto, in un triangolo dove l'amore ha la peggio, con innovative e surreali scene di ballo; il soggetto è tratto da un racconto di Andersen. Interpretata da Moira Shearer, diva del balletto e del cinema inglese, fu un grande successo commerciale, amatissimo dal pubblico. I racconti di Hoffmann (1951) venne realizzato con lo stesso cast del film precedente e propone tre storie d'amore sfortunate e fantastiche, trattate con ardite sperimentazioni cromatiche e virtuosismi tecnici e di messinscena, risolti tuttavia in economia, come nella sequenza in cui la danza della Shearer su una scala è realizzata con una ripresa dall'alto su una scala disegnata a terra, poiché costruirla sarebbe stato troppo costoso.

### L'occhio che uccide
Una menzione particolare va a L'occhio che uccide (Peeping Tom) (1960), angoscioso thriller metacinematografico realizzato dal solo Powell, con la sceneggiatura di Leo Marks, e divenuto col tempo un vero e proprio cult movie.
A proposito di questo film Powell disse: “Io non sono un regista con uno stile personale.... Io sono il cinema. Sono cresciuto con e attraverso il cinema; tutto quello che ho imparato l'ho imparato dal cinema; se mi sono interessato alla pittura, alla letteratura, alla musica, è stato grazie al cinema. Così, quando faccio un film come Peeping Tom, io sono il cinema. E solo qualcuno come me può fare Peeping Tom, perché è necessario identificarsi di più con il cinema che con un mondo personale” (in Emanuela Martini, Michael Powell, Il castoro, 1988).
In seguito alle polemiche e all'interesse suscitati da questo film, dopo la metà degli anni sessanta ebbe inizio la riscoperta dell'opera dei due cineasti. Nel 1971 il National Film Theatre di Londra renderà omaggio alla loro opera con un'importante retrospettiva, che sarà seguita da molte altre in altri paesi d'Europa, fra le quali quella del Festival di Locarno nel 1982.
A partire dagli anni '80, alla rivalutazione dell'opera dei due diede un forte contributo l'appassionato interesse dimostrato nei loro confronti, da cineasti come Martin Scorsese, Brian De Palma e Francis Ford Coppola, che ne hanno favorito la riproposizione nei cinema americani. Nelle loro opere si ritrovano importanti e diffusi echi delle opere dei due autori.

### Vita privata
Nel 1927, Powell sposò Gloria Mary Rouger, una ballerina americana; si sposarono in Francia, ma il matrimonio durò appena tre settimane. Negli anni '40, Powell ebbe delle relazioni con attrici come Deborah Kerr e Kathleen Byron. Powell fu poi sposato con Frances May Reidy, figlia del medico Jerome Reidy, dal 1943 fino alla di lei morte nel 1983. La coppia ebbe due figli.
Infine, Powell si sposò nel 1984 con la montatrice Thelma Schoonmaker, di 35 anni più giovane e conosciuta grazie al loro comune amico Martin Scorsese. I due rimasero insieme fino alla morte di Powell nel 1990.

## Filmografia

### Regista
- Caste, regia di Campbell Gullan - (non accreditato) (1930)
- Due ore piene (Two Crowded Hours) (1931)
- Il mio amico il re (My Friend the King) (1932)
- Il rastrello (The Rasp) (1932)
- Rynox (1932)
- Il reporter di prima grandezza (The Star Reporter) (1932)
- Hotel Splendide (1932)
- Pagamento alla consegna (C.O.D.) (1932)
- Sua Signoria (His Lordship) (1932)
- Nata con la camicia (Born Lucky) (1933)
- Gli incendiari (The Fire Raisers) (1934)
- Vessillo rosso (Red Ensign) (1934)
- Succede sempre qualcosa (Something Always Happens) (1934)
- Il pigrone (Lazybones) (1935)
- La ragazza nella folla (The Girl in the Crowd) (1935)
- Il test dell'amore (The Love Test) (1935)
- La notte della festa (The Night of the Party) (1935)
- La luce fantasma (The Phantom Light) (1935)
- Il prezzo di una canzone (The Price of a Song) (1935)
- La sua ultima relazione (Her Last Affaire) (1935)
- Un giorno o l'altro (Someday) (1935)
- Il portafoglio marrone (The Brown Wallet) (1936)
- La corona contro Stevens (1936)
- L'uomo dietro la maschera (The Man Behind the Mask) (1936)
- Ai confini del mondo (The Edge of the World) (1937)
- La spia in nero (The Spy in Black) (1939)
- Smith (1939)
- I leoni dell'aria (The Lion Has Wings), co-regia di Adrian Brunel, Brian Desmond Hurst e, non accreditato, Alexander Korda (1939)
- Contrabbando (Contraband) (1940)
- Il ladro di Bagdad (The Thief of Bagdad), co-regia Ludwig Berger, Tim Whelan e, non accreditati, Alexander Korda, Zoltan Korda e William Cameron Menzies (1940)
- Lettera di un aviatore a sua madre (An Airman's Letter to His Mother) (1941)
- Gli invasori - 49º parallelo (49th Parallel), co-regia Emeric Pressburger (1941)
- Volo senza ritorno (One of Our Aircrafts is Missing), co-regia Emeric Pressburger (1942)
- Duello a Berlino (The Life and Death of Colonel Blimp) (1943)
- Il volontario (The Volunteer), co-regia Emeric Pressburger (1943)
- Un racconto di Canterbury (A Canterbury Tale), co-regia Emeric Pressburger (1944)
- So dove vado (I Know Where I'm Going), co-regia Emeric Pressburger (1945)
- Scala al paradiso (A Matter of Life and Death), co-regia Emeric Pressburger (1946)
- Narciso nero (Black Narcissus), co-regia Emeric Pressburger (1947)
- Scarpette rosse (The Red Shoes), co-regia Emeric Pressburger (1948)
- I ragazzi del retrobottega (The Small Back Room), co-regia Emeric Pressburger (1949)
- La volpe (Gone to Earth), co-regia Emeric Pressburger (1950)
- L'inafferrabile Primula Rossa (The Elusive Pimpernel), co-regia Emeric Pressburger (1950)
- I racconti di Hoffmann (The Tales of Hoffmann), co-regia Emeric Pressburger (1951)
- The Wild Heart (1952), versione rimontata de La volpe
- L'apprendista stregone (The Sorcerer's Apprentice), co-regia Emeric Pressburger (1955)
- Oh... Rosalinda!!, co-regia Emeric Pressburger (1955)
- La battaglia di Rio della Plata (The Battle of the River Plate), co-regia Emeric Pressburger (1956)
- Colpo di mano a Creta (Ill Met by Moonlight), co-regia Emeric Pressburger (1957)
- Luna di miele (Luna de miel) (1959)
- L'occhio che uccide (Peeping Tom) (1960)
- Le guardie della regina (The Queen's Guards) (1961)
- Herzog Blaubarts Burg (1963)
- Sono strana gente (They're a Weird Mob) (1966)
- Age of Consent (1969)
- Il ragazzo che diventò giallo (The Boy Who Turned Yellow) (1972) - mediometraggio
- Ritorno ai confini del mondo (Return to the Edge of the World) (1978) - documentario

### Sceneggiatore (parziale)
- Caste, regia di Campbell Gullan e, (non accreditato), Michael Powell - sceneggiatore (1930)
- Due ore piene (Two Crowded Hours), regia di Michael Powell - sceneggiatore (non accreditato) (1931)
- Vessillo rosso (Red Ensign), regia di Michael Powell - sceneggiatore (1934)
- Ai confini del mondo (The Edge of the World), regia di Michael Powell - storia (1937)
- Contrabbando (Contraband), regia di Michael Powell - scenario (1940)
- Oh... Rosalinda!!, regia di Michael Powell ed Emeric Pressburger - sceneggiatore (1955)